# Пил, Уильям (губернатор)
Уильям Пил (англ. William Peel, кит. трад. :贝璐; 27 февраля 1875 года, Хексем, Англия, Великобритания — 24 февраля 1945 года, Лондон, Великобритания) — британский колониальный чиновник, губернатор Гонконга, кавалер Большого Креста Ордена Святого Михаила и Святого Георгия, Ордена Британской империи и Ордена Святого Иоанна.

## Биография
Уильям Пил родился 27 февраля 1875 года в Хексеме, в графстве Нортумберленд, в Англии. Он был сыном священника Уильяма Эдварда Пила из Бостон-Спа в графстве Йоркшир. Учился в государственной школе Силкоутс-скул. В 1893 году поступил в Куинз-колледж Кембриджского университета, который закончил в 1896 году со степенью бакалавра искусств; в 1931 году получил степень магистра гуманитарных наук Кембриджского университета.
В 1897 году поступил кадетом в колониальную администрацию. В 1898—1899 годах служил исполняющим обязанности районного сотрудника в Нибонг Тебал и Букит Мертаям; в 1901 году в — провинции Уэлсли. В 1902 году был назначен исполняющим обязанности второго министра колоний и переехал в Сингапуре. В 1905 году переехал в Пинанг, заняв место исполняющего обязанности помощника магистрата и коронера. После службы в качестве исполняющего обязанности аудитора в 1908 году в Пинанге, продолжил службу на разных должностях в Малайской Федерации, исполнял обязанности секретаря резидента Селангора в 1909 году и обязанности районного сотрудника Нижнего Перака в 1910 году. В 1911 году вернулся в Пинанг в статусе президента муниципальных уполномоченных этой колонии. С 26 февраля по 5 октября 1917 года исполнял обязанности резидента советника Пинанга. В 1918 году был назначен президентом муниципальных уполномоченных Сингапура, в 1919—1920 годах контролёром за качеством продовольствия в Малайской Федерации и контролёром по вопросам труда в Стрейтс Сетлментс. В 1921 году стал председателем европейского комитета по безработице. В 1922 году был назначен британским советником при правительстве Кедах. С 10 мая по 9 июля 1925 года служил исполняющим обязанности резидента советника Пинанга. В 1926 году был назначен главным секретарём правительства, а через год верховным комиссаром в Малайских Штатах.
9 мая 1930 года был назначен губернатором Гонконга. При нем в колонии появилась автоматизированная телефонная связь, и открыт первый постоянный авиарейс между Китаем и Гонконгом. Уделял большое внимание системе здравоохранения. Построил в Гонконге госпиталь Святого Иоанна. Улучшил обеспечение колонии питьевой водой и учредил общественный транспорт. Несмотря на запрет правительством Великобритании на занятие проституцией, выступал в поддержку этого вида деятельности в колонии. На время его администрации пришлись последствия Великой депрессии США, отразившиеся на экономике Гонконга. Подал в отставку 17 мая 1935 года и вышел на пенсию.
Уильям Пил был женат и имел двоих сыновей. Последние годы жизни провёл в Бексхиле, в восточном Сассексе и Лондоне, где умер 24 февраля 1945 года.